# Favites russelli
Favites russelli är en korallart som först beskrevs av Wells 1954.  Favites russelli ingår i släktet Favites och familjen Faviidae. IUCN kategoriserar arten globalt som nära hotad. Inga underarter finns listade i Catalogue of Life.